# Verrua Savoia
Verrua Savoia (piemontesisch Avrùa) ist eine Gemeinde in der italienischen Metropolitanstadt Turin (TO), Region Piemont.

## Lage und Einwohner
Verrua Savoia liegt 41 km nordöstlich von Turin, nahe des Zusammenfluss der Dora Baltea in den Po. Sie ist die am östlichsten gelegende Gemeinde auf dem Gebiet der Metropolitanstadt Turin und hat die Besonderheit, dass es an drei Provinzen grenzt. An Provinz Asti in der Gemeinde Robella, an die Provinz Alessandria in den Gemeinden Moncestino, Odalengo Grande, Villamiroglio und an die Provinz Vercelli in der Gemeinde Crescentino. Das gesamte Gemeindegebiet umfasst eine Fläche von 31 km² und hat 1326 Einwohner (Stand 31. Dezember 2023). Zur Gemeinde zählen die Fraktionen (Frazioni) Bazzoli, Camorano, Campasso, Carbignano, Cascine, Case Cocetti, Casetto, Cervoto, Collegna, Fravagnano, Longagnano, Mezzi, Mompiola, Montaldo, Monticelli, Rivalta, Rocca, Santa Lucia, Sbarrea, Scandolera, Siberia, Sivrasco, Sulpiano, Tabbia, Trucco und Valentino.
Die Nachbargemeinden sind Crescentino, Brusasco, Moncestino, Villamiroglio, Brozolo, Robella und Odalengo Grande.

## Geschichte

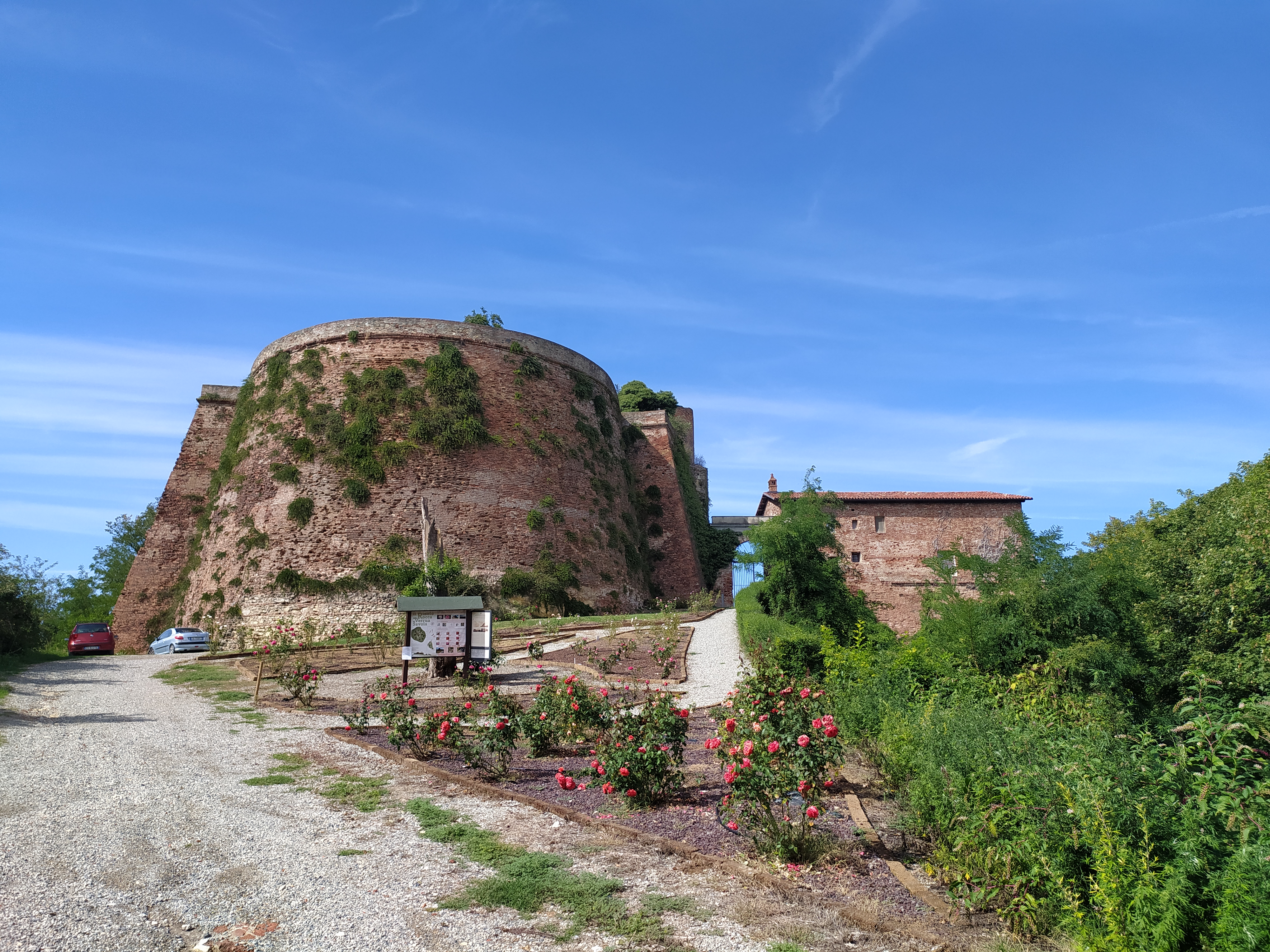
Die Festung von Verrua Savoia (Rocca di Verrua)

Die ersten Erwähnungen über Verrua Savoyen stammen aus dem Jahr 999, als Kaiser Otto III. dem Bischof von Vercelli, Leone, verschiedene Gebietsgüter, darunter auch Verrua, mit einem Diplom bestätigte. In den folgenden Jahrhunderten erlebte die befestigte Siedlung zahlreiche Belagerungen, Zerstörungen, die bekannteste im Jahr 1167 durch Federico Barbarossa, und Wiederaufbauten. 
Da sie sich in einem Grenzgebiet befand und zwischen dem Bischof von Vercelli, den Markgrafen von Monferrato und den Visconti umstritten war. Im Jahr 1167 verlor der Bischof von Vercelli endgültig die Burg von Verrua, die bis 1248 in die Hände der Markgrafen von Monferrato überging, als die Grafen von Savoyen die Burg in Besitz nahmen, jedoch nicht endgültig. Die Savoyer erwarben Verrua erst 1559 endgültig, als sich die Festung nun aber in einem schrecklichen Erhaltungszustand befand. Große Teile der Mauern waren zerstört. 
In der zweiten Hälfte des 16. Jahrhunderts hielt sich der Dichter Torquato Tasso in der Burg von Verrua auf, nachdem er als Gast von Filippo d'Este, dem Schwiegersohn des Herzogs Emanuele Filiberto von Savoyen, im Piemont angekommen war.
Im Jahr 1613 führte der Ingenieur Ercole Negro di Sanfront eine Inspektion von Verrua mit dem Ziel durch, die Festung zu erweitern und zu modernisieren. Im Oktober 1704, während des Spanischen Erbfolgekrieges, begann die letzte Belagerung der Festung Verrua durch französische Truppen unter dem Kommando von General Vendôme, die etwa 13.000 Soldaten das Leben kostete. Diese Belagerung dauerte bis zum 9. April 1705 und übertraf alle Erwartungen der Belagerer, die sich vorstellten, die Festung spätestens vor dem Winter zu erobern. Die ersten Operationen umfassten den Angriff auf den Carbignano-Hügel, auf dem eine weitere Festung und eine Reihe von Schützengräben errichtet worden waren, die nach etwa einem Monat des Kampfes fielen und so den Beginn der zweiten Phase, d. h. der Belagerung des Brunnens, ermöglichten -ausgerüstete Festung von Verrua, die an dieser Stelle ohne die Verteidigungsanlagen der auf dem oberhalb von Carbignano gelegenen Hügel errichteten Festung blieb. Die Kämpfe dauerten trotz des strengen Winters ununterbrochen, bis die in der Festung verbliebenen Soldaten aus Nahrungsmangel kapitulieren mussten und beschlossen, die Befestigungsanlagen mit Ausnahme der Festung, wohin sie sich zurückzogen, zu sprengen. Der heldenhafte und unglückliche Widerstand von Verruca (so hieß der Ort und die Festung im Mittelalter und bis zum 18. Jahrhundert), der die französischen Truppen zermürbte, ermöglichte es Herzog Vittorio Amedeo II., die piemontesischen Truppen neu zu organisieren und zu erreichen 1706, der Sieg über die Franzosen in der denkwürdigen Schlacht von Turin, der das Schicksal des Krieges und Europas prägen sollte, zusammen mit denen der Dynastie der Herzöge von Savoyen, die dank dieses Sieges nicht nur nicht verloren Piemont, aber auch sie wurden Könige und erhielten als Belohnung für ihren Sieg zunächst die Königskrone von Sizilien und dann von Sardinien.
Im 19. Jahrhundert erfuhr die Festung eine radikale Nutzungsänderung und wurde zu einem Adelssitz. Daher wurden die aufgrund der veränderten Nutzungsbedürfnisse erforderlichen Arbeiten durchgeführt. Die Zugbrücke wurde abgerissen und der Eingang an seine heutige Position verlegt. Stattdessen wurden die Kasernengebäude, die die Innenhöfe einnahmen, durch ein kleines Gebäude ersetzt, das als Hausmeisterhaus gedacht war. Der Gouverneurspalast wurde dann zur Residenz des Marquis und wurde innen mit Fresken und Täfelungen geschmückt, während der Hügel zu landwirtschaftlich genutzten Flächen wurde, auf denen Weinreben angebaut wurden.
Die jüngste Geschichte ist geprägt von der Aufgabe der Anlage und ihrem fortschreitenden Verfall. Im Jahr 1955 verkauften die Markgrafen von Invrea das Gebäude an ein Unternehmen, das Material aus dem Hügel für die Zementherstellung gewann. Aufgrund von Ausgrabungen mit Sprengstoff riss 1957 ein riesiger Erdrutsch ein Haus unter dem Hügel weg, forderte sieben Todesopfer und zerstörte sogar einen Teil der Brücke über den Po. Der Erdrutsch ließ auch einen sehr großen Teil der Festungsanlage von Verrua einstürzen, während andere Teile, die durch den Erdrutsch unsicher geworden waren, abgerissen wurden. Unter diesen wurde auch die Kirche S. Giovanni Battista Martire abgerissen, während der große Brunnen, mehr als 3 Meter breit und fast 100 Meter tief, mit den durch die Abrisse und Einstürze entstandenen Trümmern gefüllt wurde.
Derzeit wurden die Überreste des Festungskomplexes von Verrua Savoia, die sich in Privatbesitz befinden, der Gemeinde Verrua als Leihgabe zur Nutzung überlassen, die sich für deren Erhaltung und Nutzung einsetzt.